# Övertalning (1995)
Övertalning (engelska: Persuasion) är en brittisk-amerikansk dramafilm från 1995 i regi av Roger Michell. Filmen är baserad på Jane Austens roman med samma namn från 1818. I huvudrollerna ses Amanda Root och Ciarán Hinds. 

## Handling
Åtta år tidigare blev Anne Elliot, övertalad att bryta sin förlovning med Frederick Wentworth, en fattig sjöman. Nu möts de igen och Frederick har blivit en förmögen och framgångsrik kapten, likväl som en eftersökt ungkarl. Vem väljer han nu att gifta sig med? Rostar gammal kärlek?

## Rollista i urval
- Amanda Root - Anne Elliot
- Ciarán Hinds - Kapten Frederick Wentworth
- Susan Fleetwood - Lady Russell
- Corin Redgrave - Sir Walter Elliot
- Fiona Shaw - fru Croft
- John Woodvine - Amiral Croft
- Phoebe Nicholls - Elizabeth Elliot
- Samuel West - herr Elliot
- Sophie Thompson - Mary Musgrove
- Judy Cornwell - fru Musgrove
- Simon Russell Beale - Charles Musgrove
- Felicity Dean - fru Clay
- Roger Hammond - herr Musgrove
- Emma Roberts - Louisa Musgrove
- Victoria Hamilton - Henrietta Musgrove
- Robert Glenister - Kapten Harville
- Richard McCabe - Kapten Benwick
- Helen Schlesinger - fru Smith
- Jane Wood - syster Rooke
- David Collings - herr Shepherd
- Darlene Johnson - Lady Dalrymple
- Cinnamon Faye - fröken Carteret
- Isaac Maxwell-Hunt - Henry Hayter
- Roger Llewellyn - Sir Henry Willoughby
- Sally George - fru Harville